# Podróż apostolska Franciszka do Brazylii

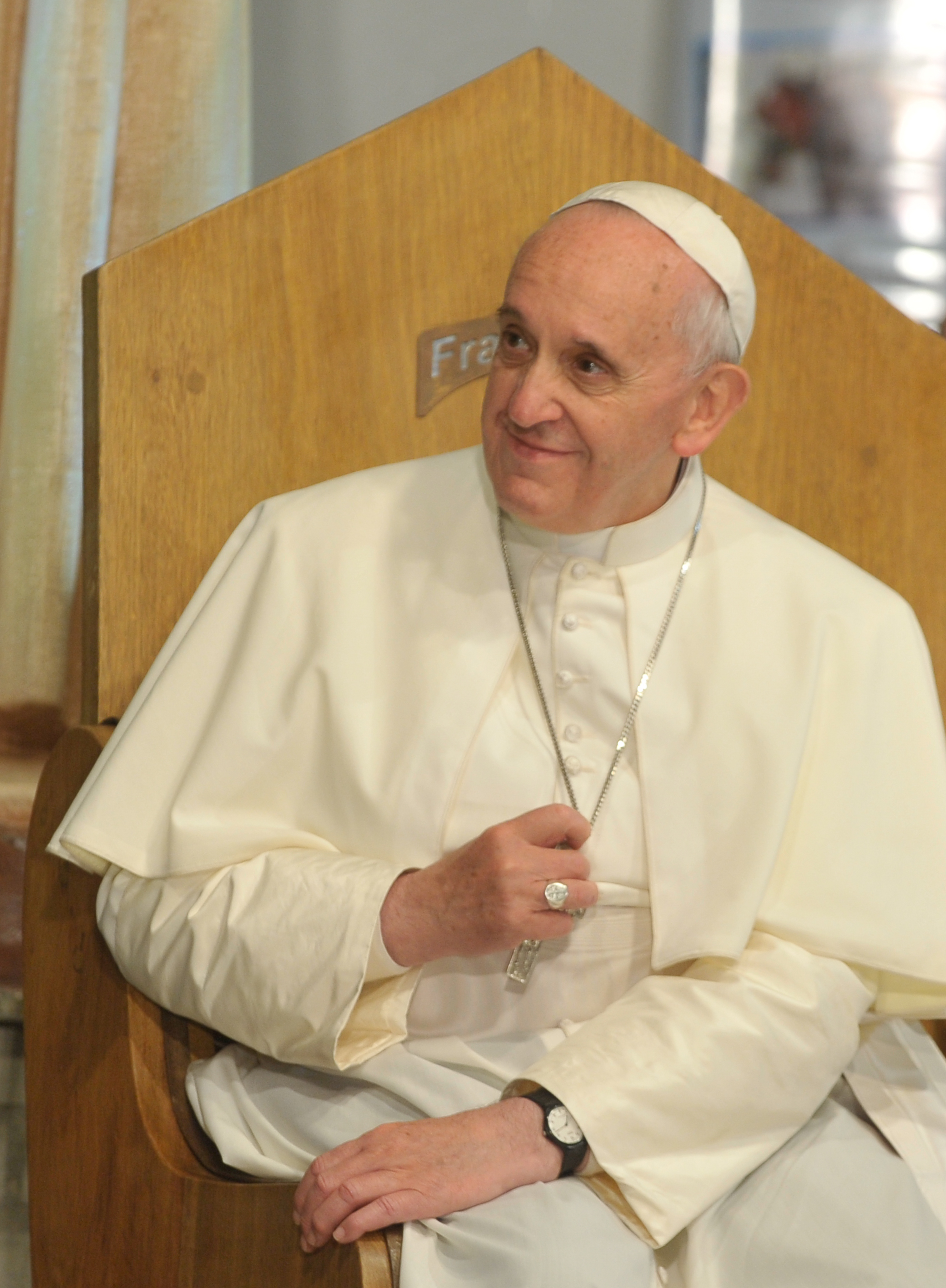
Papież Franciszek w Brazylii 2013 r.

Podróż apostolska papieża Franciszka do Brazylii odbyła się w dniach 22–29 lipca 2013. Podróż Franciszka do Brazylii obejmowała dwa miasta: Rio de Janeiro i Aparecida. Celem pierwszej zagranicznej podróż apostolskiej było w szczególności spotkanie z młodzieżą katolicką z całego świata podczas 28. Światowych Dni Młodzieży w Rio de Janeiro.
Początkowo planowano wizytę poprzednika Franciszka – papieża Benedykta XVI, który zainicjował całe to wydarzenie. Wraz z wyborem nowego papieża doszło do pewnych korekt w programie podróży, który został ogłoszony na początku maja 2013 roku. Na wyraźną prośbę papieża do programu dołączono punkt dotyczący pielgrzymki do sanktuarium maryjnego w Aparecida.
Była to szósta wizyta biskupa Rzymu w Brazylii i jedyna Franciszka, wcześniej cztery razy ten kraj odwedzał Jan Paweł II w 1980, 1982, 1991, 1997 i raz odwiedził Benedykt XVI w 2007.

## Przebieg wizyty[1]
- 22 lipca[2]

O 845 papież wyruszył samolotem Alitalia z lotniska Ciampino, gdzie został pożegnany przez Premiera Włoch Enrico Letta. Franciszek, po dwunastu godzinach lotu, przybył do Rio de Janeiro około godz. 1600 miejscowego czasu, następnie o 1700 udał się do pałacu Guanabara, gdzie podczas oficjalnej uroczystości powitania, wskazał w swoim przemówieniu na konieczność stworzenia młodzieży właściwych warunków duchowych i materialnych, niezbędnych dla jej rozwoju.
- 23 lipca[2]

Drugi dzień był czasem odpoczynku dla papieża, nie przewidziano w tym czasie żadnych oficjalnych spotkań.
- 24 lipca[2]

O 815 Franciszek udał się do Aparecida, gdzie o 930 przybył do sanktuarium maryjnego. O 1000 udał się do sali 12 Apostołów sanktuarium by odbyć modlitwę, zaś o 1030 przewodniczył mszy świętej. Podczas homilii papież stwierdził: Bóg idzie przy was, w żadnej chwili was nie opuszcza! Nigdy nie traćmy nadziei! Nigdy jej nie gaśmy w sercu!. O 1300 sporzył obiad w seminarium Bom Jesús z udziałem orszaku papieskiego, biskupów prowincji i seminarzystów zaś po południu papież powrócił do Rio, by odwiedzić szpital św. Franciszka z Asyżu. Podczas tej wizyty oficjalnie otwarto pawilon dla uzależnionych od narkotyków. Papież podczas przemówienia wyraził swoją dezaprobatę dla legalizacji narkotyków.
- 25 lipca[2]

O 730 w rezydencji Sumaré papież odprawił prywatną eucharystię. O 945 papież otrzymał klucze do miasta i pobłogosławił flagi olimpijskie w Pałacu Miejskim (Palácio da Cidade). O 1100 papież odwiedził fawelę Varginha na obrzeżach Rio de Janeiro. Papież zwrócił uwagę, że Brazylijczycy, zwłaszcza najprostsi z nich, mogą dać światu lekcję solidarności. Wskazał na konieczność dzielenia się z drugimi oraz zapewnił w imieniu całego Kościoła chęć współpracy z każdą inicjatywą, która służy naprawdę rozwojowi człowieka. Później papież poza programem wizyty spotkał się w katedrze św. Sebastiana z grupą młodzieży argentyńskiej. Wieczorem odbyło się pierwsze oficjalne spotkanie papieża z młodzieżą uczestnicząca w Światowych Dniach Młodzieży 2013 na plaży Copacabana.
- 26 lipca[2]

Papież w Parku Quinta da Boa Vista wyspowiadał 5 uczestników ŚDM 2013, w południe odmówił Modlitwę Anioł Pański z balkonu pałacu św. Joachima, oficjalnej rezydencji arcybiskupa Rio de Janeiro, a następnie zjadł obiad z wybranymi uczestnikami Światowych Dni Młodzieży. Wieczorem Franciszek wziął udział w nabożeństwie Drogi Krzyżowej celebrowanej na plaży Copacabana. Pan Jezus jednoczy się z każdym ludzkim cierpieniem, że przekształcając krzyż z narzędzia nienawiści, klęski i śmierci w znak miłości, zwycięstwa i życia Chrystus daje nadzieję i życie oraz odwagę, by przeciwstawiać się dominującym prądom – powiedział papież na zakończenie uroczystości.
- 27 lipca[2]

Papież celebrował Mszę Świętą w katedrze Św. Sebastiana wraz z uczestniczącymi w ŚDM 2013 biskupami. Powołaniem duchownych jest głoszenie Ewangelii, zwłaszcza ubogim i krzewienie kultury spotkania, będącej przeciwieństwem "kultury odrzucenia" – stwierdził papież w homilii. Wieczorem Franciszek przewodniczył uroczystości modlitewnego czuwania młodzieży z papieżem. Ponad 1,5 mln młodych ludzi z całego świata wspólnie przeżywało okolicznościową liturgię słowa i adorowało Najświętszy Sakrament.
- 28 lipca[2]

28 lipca 2013 na zakończenie Światowych Dni Młodzieży 2013 w Rio de Janeiro papież przewodniczył uroczystej mszy świętej. Na zakończenie tej celebracji liturgicznej papież ogłosił, że kolejne Światowe Dni Młodzieży odbędą się w 2016 roku w Krakowie. Na zakończenie pielgrzymki papież spotkał się z wolontariuszami ŚDM 2013. Uroczystości pożegnania papieża odbyły się na lotnisku Rio de Janeiro-Galeao, z którego następnie odleciał do Włoch przed godz. 20:00 miejscowego czasu.
- 29 lipca[2]

Papież wylądował na rzymskim lotnisku.